# 폭소 하이스쿨
폭소 하이스쿨은 SBS의 예능프로그램이다. 

## 코너 목록
- 《모래수업》
- 《사랑의 양호실》
- 《반성문 쓰는 아이들》
- 《학교종이 땡땡땡》
- 《순수의 시대》